# 莱斯比亚

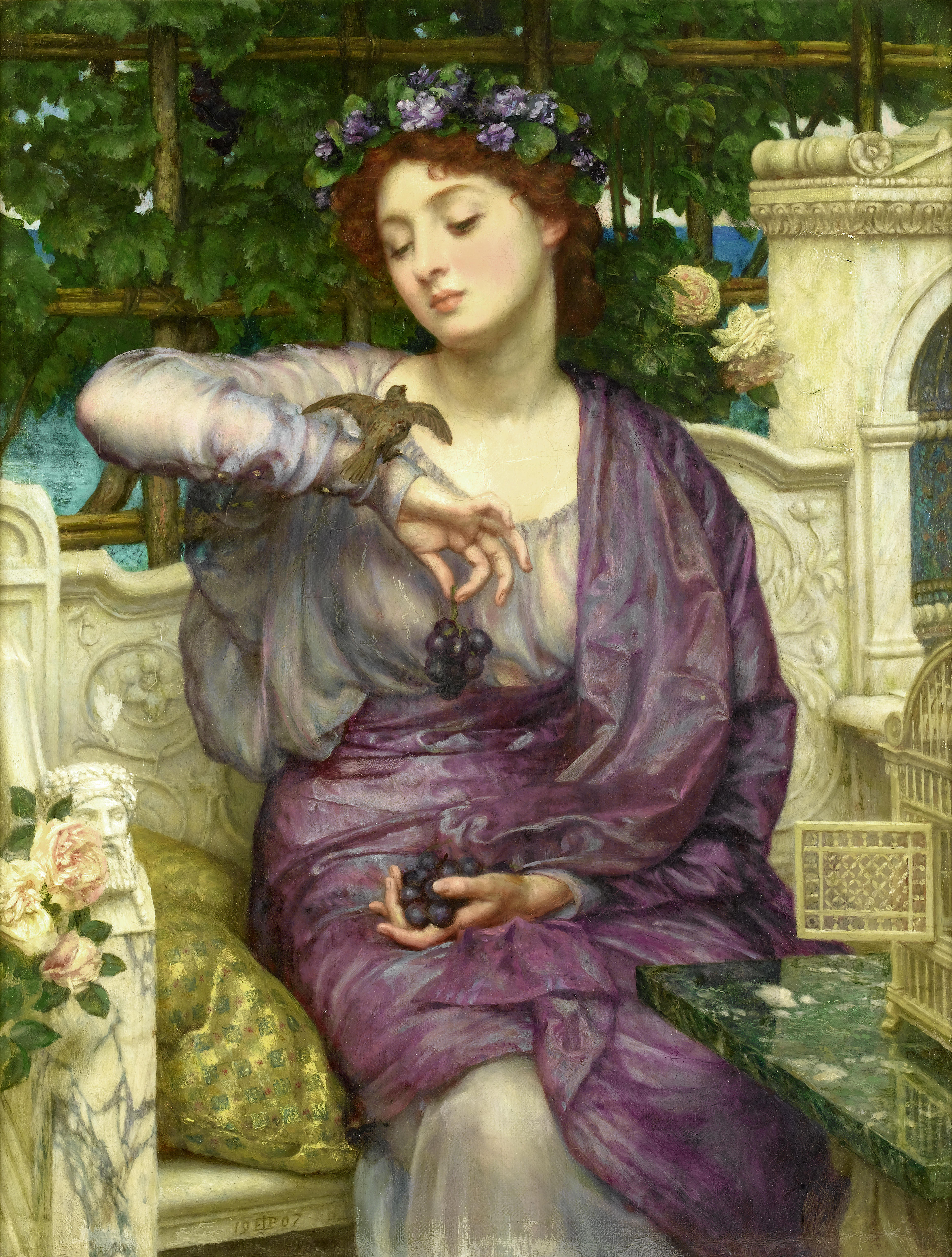
莱斯比亚和她的小雀，“小雀”同时也是个色情的隐喻。爱德华·波因特绘

莱斯比亚是罗马诗人卡图卢斯（在自己作品中臆想出来的人名。一般认为莱斯比亚就是一位罗马贵族的妻子克劳迪娅（Clodia Metelli），与诗人卡图卢斯有过一段通奸性质的感情。
作为诗歌的核心人物，莱斯比亚出现在卡图卢斯的多达25首诗歌中。广泛涵盖了在他们时好时坏的关系中出现的各种情感体验：温情（Catullus 5，Catullus 7）、失落（Catullus 72）以及尖刻的讽刺（Catullus 8）。
莱斯比亚这个名字本身在文学上就有色情的寓意，暗示着莱斯博斯岛上的一些年轻女性，其中就有女诗人萨福。卡图卢斯之作品35中提到一位比“萨福的缪斯还要博学的女孩”（Sapphica puella Musa doctior），这可能已经是卡图卢斯的一位莱斯比亚了。
同时，这个名字出现在其他诗人的诗篇中。公元2世纪的演说家阿普利乌斯（Apuleius of Madaura）列出了下面四个不同诗人心目中類似“莱斯比亚”的角色。阿普利乌斯提供的信息应该是出自苏埃托尼乌斯的《诗人传》，或者是西吉努斯的关于罗马共和国末期诗人的传记。
| 作者         | 出现的化名         | 实际女性名称       |
| ------------ | ------------------ | ------------------ |
| 卡图卢斯     | 莱斯比亚（Lesbia） | 克劳迪娅（Clodia） |
| Ticida       | Perilla            | Metella            |
| 普罗佩提乌斯 | Cynthia            | Hostia             |
| 提布鲁斯     | Delia              | Plania             |